# 육군군수사령부
육군군수사령부(陸軍軍需司令部, ROK Army Logistics Command, 별칭: 칠성대(七星臺))는 대전광역시 유성구에 있는 대한민국 육군본부 직할의 군수 사령부이다. 전군 공통 물자에 대한 군수 지원을 담당하고 있다.

## 역사
1954년 부산광역시에서 제2관구사령부로 창설되었으나, 군수사령부 측에서는 2관구사를 부대의 전신으로 삼지 않는다. 1960년 군수보급 조정 및 통제를 위해 '군수기지사령부'라는 이름으로 재창설되었고, 군수사령부 측에서는 부대 역사의 시작으로 삼고 있다.
1970년 12월 15일, 군수사령부로 개편되었다.
1982년 8월 16일,2 제53사단이 창설되자, 부산지역 위수임무를 53사단에 인계하였다. 과거 군수사 예하로 있던 항만단이 국군수송사령부로 넘어가고 여러 정비창, 보급창이 통폐합되는 등 개편을 거쳤다.
2007년 2월부로 부산 남구 대연동에서 대전광역시 유성구 소재 육군교육사령부(2004년 대전 자운대로 이전) 옛 부지로 이전하였다. 이때 부산 구 사령부 부지에 심어졌던 박정희의 기념식수도 같이 이전하였다.

## 부대
군수사령부가 보급창에 의한 전군 통합 물자 지원과 탄약지원사령부에 의한 탄약 관리와 보급, 정비창에 의한 창정비 등을 담당한다. 그리고 군수지원사령부는 군수사령부가 아닌 지상작전사령부, 제2작전사령부 예하에 소속되어, 식품, 군복, 간단한 정비를 담당하는 차이가 있다. 각 군수지원여단은 해당 전방 군단 예하다.
- 사령부 직할대
- 제1군수지원사령부: 수도군단, 제6군단, 제7기동군단, 제8군단 지역 군수지원
- 제5군수지원사령부: 제2작전사령부 지역 군수지원
- 탄약지원사령부, 대전광역시 대덕구 - 탄약창 9곳[2]
- 종합보급창, 세종특별자치시
- 종합정비창, 경상남도 창원시

## 역대 지휘관
| 대수     | 계급      | 성명   | 취임일           | 이임일           |
| -------- | --------- | ------ | ---------------- | ---------------- |
| 1        | 육군 소장 | 박정희 | 1960년 1월 20일  | 1960년 7월 27일  |
| 2        | 육군 소장 | 박현수 | 1960년 7월 28일  | 1961년 8월 25일  |
| 3        | 육군 소장 | 김용순 | 1961년 8월 26일  | 1962년 7월 17일  |
| 4        | 육군 소장 | 신재식 | 1962년 7월 18일  | 1964년 8월 12일  |
| 5        | 육군 소장 | 노재현 | 1964년 8월 13일  | 1965년 8월 5일   |
| 6        | 육군 소장 | 최수종 | 1965년 8월 6일   | 1967년 8월 28일  |
| 7        | 육군 소장 | 이규학 | 1967년 8월 29일  | 1968년 3월 11일  |
| 8        | 육군 소장 | 이동화 | 1968년 3월 12일  | 1970년 1월 20일  |
| 9        | 육군 중장 | 고광도 | 1970년 1월 21일  | 1972년 7월 31일  |
| 10       | 육군 중장 | 임지순 | 1972년 8월 1일   | 1975년 9월 14일  |
| 11       | 육군 중장 | 김용휴 | 1975년 9월 15일  | 1977년 5월 3일   |
| 12       | 육군 중장 | 이범준 | 1977년 5월 4일   | 1977년 9월 1일   |
| 13       | 육군 중장 | 김학원 | 1977년 9월 2일   | 1979년 2월 2일   |
| 14       | 육군 중장 | 박찬긍 | 1979년 2월 3일   | 1980년 3월 2일   |
| 15       | 육군 중장 | 안종훈 | 1980년 3월 3일   | 1980년 8월 19일  |
| 16       | 육군 중장 | 최영구 | 1980년 8월 20일  | 1981년 6월 1일   |
| 17       | 육군 중장 | 문응식 | 1981년 6월 2일   | 1983년 6월 1일   |
| 18       | 육군 중장 | 김용진 | 1983년 6월 2일   | 1985년 6월 4일   |
| 19       | 육군 중장 | 류근무 | 1985년 6월 5일   | 1987년 6월 16일  |
| 20       | 육군 중장 | 정숭열 | 1987년 6월 17일  | 1989년 6월 15일  |
| 21       | 육군 중장 | 김상호 | 1989년 6월 16일  | 1991년 6월 23일  |
| 22       | 육군 중장 | 배일성 | 1991년 6월 24일  | 1992년 11월 23일 |
| 직무대리 | 육군 소장 | 이중환 | 1992년 11월 23일 | 1992년 12월 26일 |
| 23       | 육군 소장 | 이중환 | 1992년 12월 26일 | 1993년 4월 26일  |
| 24       | 육군 중장 | 최경근 | 1993년 4월 26일  | 1995년 10월 19일 |
| 25       | 육군 중장 | 유재열 | 1995년 10월 20일 | 1996년 10월 17일 |
| 26       | 육군 중장 | 김석원 | 1996년 10월 30일 | 1998년 4월 12일  |
| 27       | 육군 중장 | 안성용 | 1998년 4월 13일  | 2000년 5월 26일  |
| 직무대리 | 육군 소장 | 김세환 | 2000년 5월 27일  | 2000년 11월 9일  |
| 28       | 육군 중장 | 정중민 | 2000년 11월 10일 | 2002년 10월 29일 |
| 29       | 육군 중장 | 김기성 | 2002년 10월 30일 | 2005년 5월 3일   |
| 30       | 육군 중장 | 류우식 | 2005년 5월 4일   | 2006년 11월 29일 |
| 31       | 육군 중장 | 양원모 | 2006년 12월 4일  | 2008년 4월 4일   |
| 32       | 육군 중장 | 이봉원 | 2008년 4월 4일   | 2009년 11월 4일  |
| 33       | 육군 중장 | 이상돈 | 2009년 11월 4일  | 2012년 2월 2일   |
| 직무대리 | 육군 중장 | 전동운 | 2012년 2월 2일   | 2012년 5월 2일   |
| 34       | 육군 중장 | 전동운 | 2012년 5월 2일   | 2014년 4월 24일  |
| 35       | 육군 중장 | 정항래 | 2014년 4월 24일  | 2016년 10월 27일 |
| 36       | 육군 중장 | 이정근 | 2016년 10월 27일 | 2019년 5월 10일  |
| 37       | 육군 중장 | 박주경 | 2019년 5월 10일  | 2020년 12월 8일  |
| 38       | 육군 중장 | 황대일 | 2020년 12월 8일  | 2021년 6월 2일   |
| 39       | 육군 중장 | 박양동 | 2021년 6월 3일   | 2022년 6월 8일   |
| 40대     | 육군 중장 | 엄용진 | 2022년 6월 9일   | 2024년 4월 28일  |
| 41대     | 육군 중장 | 손대권 | 2024년 4월 29일  | 임기중           |

## 참고
1. ↑  백기인 (2008년 9월 22일). “군수기지사령부”. 국가기록원. 2016년 1월 29일에 원본 문서에서 보존된 문서. 2012년 2월 9일에 확인함.
2. ↑  김창희 (2014년 4월 15일). “<‘암덩어리 규제’ 혁파>전국 9곳 탄약창 중 6곳 충청권 집중…개발 ‘발목’”. 《문화일보》. 2021년 8월 29일에 확인함.
3. ↑  이정아 (2021년 6월 3일). “육군 군수사령관에 박양동 중장 취임”. 《충남일보》. 2021년 8월 29일에 확인함.